# Barrett (Schiff)
Barrett ist der ehemalige Name eines in China gebauten Produktentankers. Das Schiff, das mittlerweile als Mortimer in Fahrt ist, wurde im Januar 2018 vor Benin von Piraten überfallen.

## Allgemeines
Das Schiff wurde unter der Baunummer 214 auf der Werft Baima Shipyard gebaut. Die Kiellegung erfolgte am 16. Juni 2004. Das Schiff wurde am 21. September 2005 abgeliefert. Es kam als Watford unter der Flagge Singapurs in Fahrt.
Das Schiff ist als Doppelhüllenschiff gebaut. Es war zunächst von Lloyd’s Register klassifiziert. Die Klassifikation wurde im September 2006 zum American Bureau of Shipping geändert. Seit Juli 2020 ist das Schiff vom Bureau Veritas klassifiziert.
Das Schiff wurde im November 2012 in Malta arrestiert und später versteigert.
Seit September 2013 wird das Schiff unter der Flagge der Marshallinseln betrieben. Es gehört Oblue in Wembley, London und wird von Union Maritime in Wembley betrieben. Bereedert wird das Schiff von V.Ships Ship Management in Chennai.

## Piratenüberfall
Das Schiff wurde am 10. Januar 2018 in der Bucht von Benin auf Reede vor Cotonou von Piraten überfallen und mit 22 Personen an Bord entführt. Schiff und Besatzung kamen am 16. Januar wieder frei. Die Umstände der Freilassung blieben unklar.

## Technische Daten und Ausstattung
Der Antrieb des Schiffes erfolgt durch einen Sechszylinder-Dieselmotor des Typs MAN B&W 6S35MC mit 4440 kW Leistung. Der Motor, der in China von Yichang Marine Diesel Engine Plant in Lizenz gebaut wurde, wirkt auf einen Festpropeller. Das Schiff erreicht eine Geschwindigkeit von rund 13 kn. Für die Stromerzeugung stehen drei Dieselgeneratoren mit jeweils 250 kW Leistung zur Verfügung.
Die Ladung kann in fünf Tanks befördert werden. Die Gesamtkapazität der Tanks beträgt 13.855 m³ (98 % gefüllt). Zusätzlich können zwei Slop-Tanks für den Ladungstransport genutzt werden. Die Kapazität der Slop-Tanks beträgt knapp 495 m³ (98 % gefüllt). Das Schiff ist mit drei Pumpen für den Ladungsumschlag ausgestattet, die parallel betrieben werden können. Die Kapazität der Pumpen beträgt jeweils 500 m³/Std. Die Schlauchkrane, die an den Manifolds installiert sind, können jeweils 5 t heben.